# Championnats du monde de duathlon longue distance 2002
Navigation
Édition précédente Édition suivante
Les championnats du monde de duathlon longue distance 2002 présentent les résultats des championnats mondiaux de duathlon longue distance en 2002 organisés par la fédération internationale de triathlon.
Les championnats se sont déroulés à Weyer, du district de Steyr-Land en Haute-Autriche le 18 août 2002.

## Distances parcourues
| Distances course (kilomètres) | Distances course (kilomètres) | Distances course (kilomètres) |
| Course à pied                 | Cyclisme                      | Course à pied                 |
| ----------------------------- | ----------------------------- | ----------------------------- |
| 14                            | 76                            | 7                             |

## Résultats

### Élite
| Rang               | Athlète        | Pays     | Temps           |
| ------------------ | -------------- | -------- | --------------- |
| Médaille d'or      | Huub Maas      | Pays-Bas | 3 h 11 min 34 s |
| Médaille d'argent  | Stefan Riesen  | Suisse   | 3 h 13 min 15 s |
| Médaille de bronze | Jurgen Dereere | Belgique | 3 h 14 min 03 s |

| Rang               | Athlète       | Pays      | Temps           |
| ------------------ | ------------- | --------- | --------------- |
| Médaille d'or      | Karin Thürig  | Suisse    | 3 h 31 min 34 s |
| Médaille d'argent  | Edwige Pitel  | France    | 3 h 39 min 02 s |
| Médaille de bronze | Lenka Ilavská | Slovaquie | 3 h 40 min 13 s |

## Tableau des médailles
| Rang  | Nation    | Or | Argent | Bronze | Total |
| ----- | --------- | -- | ------ | ------ | ----- |
| 1     | Suisse    | 1  | 1      | 0      | 2     |
| 2     | Pays-Bas  | 1  | 0      | 0      | 1     |
| 3     | France    | 0  | 1      | 0      | 1     |
| 4     | Belgique  | 0  | 0      | 1      | 1     |
| 4     | Slovaquie | 0  | 0      | 1      | 1     |
| Total | Total     | 2  | 2      | 2      | 6     |